# Vera Székely
Pour les articles homonymes, voir Szekely.
Vera Székely, née Vera Harsányi le 12 octobre 1919 à Piešťany et morte le 24 décembre 1994 à Janvry, est une nageuse hongroise, puis une artiste peintre, céramiste et sculptrice active en France.

## Biographie
Son père, Sándor Harsányi, est un ingénieur et un inventeur. Vers 1932, Vera Székely décide de devenir graphiste et entre dans l'atelier d'Hanna Dallos,, dont elle fait la connaissance par Gitta Mallasz, son entraîneuse de natation. En 1936, elle participe aux jeux olympiques de Berlin avec l'équipe hongroise de natation. Elle est éliminée au premier tour des 100 m et 400 m nage libre, mais son équipe termine quatrième au 4 × 100 m nage libre. En 1940, elle visite l'école de Paul Colin à Paris, où passèrent notamment Bernard Villemot et plus de 2 000 élèves de toutes nationalités. Mais à la mort de son père, elle doit revenir à Budapest et entre à l'école Atelier où elle a comme professeurs Gusztáv Végh, Sándor Kolozsvári et Dezső Tandori.
En 1946, après un séjour de plusieurs mois à Vienne, où elle commence une collaboration artistique avec Pierre Székely et André Borderie, ils gagnent ensemble Paris, où elle s'installe comme réfugiée. Paul Colin les aide à trouver un logement. Aux côtés de Pierre Székely, devenu son mari, Vera Székely réalise des œuvres abstraites aux formes dépouillées et le couple continue à collaborer avec André Borderie. Elle s’inspire dans son travail des arts primitifs et des objets de culte. Elle participe à l'exposition de l’Association France-Hongrie à la galerie de Bussy à Paris, en juin 1947, dont le comité d’honneur regroupe des noms tels que Georges Braque, Henri Matisse, Jacques Villon. Ses œuvres sont exposées en 1950 à la galerie Maxime Old et sont diffusées à partir de 1953 à la galerie MAI. En 1950, elle emménage avec son mari dans un pavillon à Bures-sur-Yvette dans la vallée de Chevreuse. Au-delà de la céramique et de la sculpture, elle ouvre sa palette à des peintures, des mosaïques, des tapisseries, des vitraux. Elle présente ses réalisations dans des expositions individuelles à Paris, à plusieurs reprises, mais aussi à Orléans, Amiens, Nice, La Haye, Lund, Amsterdam, Budapest. En 1954, elle obtient une médaille d'or à la Triennale de Milan. La même année, elle participe, toujours avec son mari et André Borderie, ainsi qu'Agnès Varda, à la restauration intérieure de l'église Saint-Nicolas de Fossé, dans les Ardennes, où la modestie des moyens financiers les poussent à réaliser des œuvres d'une grande simplicité esthétique. En 1955, le couple s'installe à Marcoussis.
Le musée d'Art moderne de la ville de Paris expose ses sculptures en 1965-1966,. En 1966, elle travaille avec son mari à l'aménagement intérieur de l'église Saint-Vincent-de-Paul à Clichy. Elle participe également en 1979 à l'exposition Présence Paris-Budapest à l'orangerie du jardin du Luxembourg à Paris.
Elle emménage en 1972 dans une maison-atelier conçue par l'architecte Henri Mouette à Mulleron dans la commune de Janvry (Essonne), où elle restera jusqu'à sa mort.
Elle est la mère d'Anne-Maria Székely-Conchard (née en 1949) et de Martin Szekely (né en 1956), devenu lui-même un designer reconnu,.

## Œuvre
Dans sa postface à Contretemps, Aleksandra Kroh écrit que « ses œuvres étaient rarement faites pour durer, surtout au cours des quinze dernières années de sa vie où elle se spécialisait en installations, éphémères pour la plupart. […] Elle voulait que l'on visite ses installations non pas en spectateur mais en musicien venu jouer sa propre musique ou en acteur d'un spectacle improvisé dans le cadre d'une scénographie qu'elle avait créée. »
Aleksandra Kroh indique également que, outre Hanna Dallos et Paul Colin, elle revendiquait comme maîtres Henri Michaux et la solitude. « Hanna Dallos lui a enseigné le graphisme en même temps que le mépris du superflu et la nécessité d'aller toujours vers « le moins », vers « le peu » ; Paul Colin l'a encouragée à se lancer dans l'espace pour en explorer les possibilités ; Henri Michaux lui a appris, à travers son œuvre, à considérer chaque évènement de sa vie comme matière de travail ; la solitude, enfin, lui a permis de devenir elle-même, de découvrir elle-même son chemin. »

### Publications
- Massacre du Paraclet, Michèle Broutta, 1976.
- Appels  (ill. Kamill Major), Kamill Major, 1980.
- Intervalles, Jean de Gonet, 1981.
- Petite leçon des choses, Éditions Royaumont, 1985, suivi de Clin d'œil, recueil de photographies de Jean-Yves Cousseau.
- Contretemps  (postface Aleksandra Kroh), Dumerchez, coll. « Double Hache », 1998 (ISBN 978-2-912927-01-9).

## Expositions personnelles
- 1952-1956 : galerie Mai, Paris.
- 1965 : galerie Case d'art, Paris.
- 1969 : galerie Nouvelles Images, La Haye ; Maison de la Culture, Orléans.
- 1971 : galerie Lia Grambhiler, Paris.
- 1974 : galerie Rencontres, Paris.
- 1975 : théâtre municipal, Caen.
- 1976 : galerie da Costa, Amsterdam ; Édition Michelle Broutta, Paris.
- 1977 : galerie La Tortue, Paris.
- 1978 : galerie Michelle Lechaux, Paris.
- 1979 : Maison de la culture d'Amiens.
- 1980 : Antenne culturelle, Kremlin Bicêtre ; Műcsarnok, Budapest.
- 1981 : galerie Sans Titre, Nice ; galerie Gica, Nice, installation à X. Biennalle, Lausanne ; installation à Sigma Festival, Bordeaux ; installation au Festival d'architecture, Nice.
- 1982 : L'Escoville, Caen ; Centre Georges Pompidou, Paris ; Konsthall, Lund ; Fondation Claude-Nicolas, Ledoux ; Arc et Senan, Le Parvis, Tarbes ; CAC, Saint-Brieuc.
- 1983 : galerie E. Manet, Gennevilliers ; musée de la Culture Kulturhuset, Stockholm.
- 1984 : palais de la Culture et des Congrès[Où ?].
- 1985 : Maison des arts, Créteil ; Pécsi Galéria, Pécs.